# ابزار سی‌پی‌ان
ابزار سی‌پی‌ان (به انگلیسی: CPN Tools) ابزاری برای ویرایش، شبیه‌سازی و آنالیز توزیع‌های سطح بالای شبکه‌های پتری است. این ابزار علاوه بر شبکه پتری پایه، از شبکه پتری زمان‌دار و شبکه پتری رنگی نیز پشتیبانی می‌کند. شبیه‌ساز و ابزار بررسی فضای حالت در این ابزار وجود دارد.
ابزار سی‌پی‌ان توسط گروه سی‌پی‌ان در دانشگاه آرهوس در طی سال‌های ۲۰۰۰ تا ۲۰۱۰ توسعه بافته است. از پاییز ۲۰۱۰، توسعه ابزار سی‌پی‌ان به گروه AIS در دانشگاه صنعتی آیندهوون، هلند منتقل شد.
ابزار سی‌پی‌ان شامل یک ویرایشگر گرافیکی و یک جز شبیه‌ساز است. ویرایشگر داخلی با استفاده از زبان برنامه‌نویسی بتا و شبیه‌ساز آن به زبان استاندارد ام‌ال نوشته شده است.